# Katja Dringenberg
Katja Dringenberg (* 30. September 1961 in Soest) ist eine deutsche Filmeditorin und Regisseurin.

## Leben und Werk
Katja Dringenberg absolvierte zunächst ein Sprachstudium in Französisch und Italienisch. Ab 1984 folgte ein redaktionelles Volontariat beim ZDF sowie Praktika als Tonassistentin und im Filmkopierwerk. Seit 1986 ist sie als Editorin in Film und Fernsehen tätig. Sie schnitt die ersten Filme von Tom Tykwer. Mit „Kindheit hinter Draht“ erschien 1993 ihr erster Dokumentarfilm als Regisseurin. Es folgten 2005 Ich Dich auch und 2011 Endlich – Vom Leben mit den Toten.
Sie lebt seit 1994 in Berlin und Wuppertal.
Für den Schnitt des Dokumentarfilms Black Box BRD und des Spielfilms Die tödliche Maria wurde sie jeweils mit dem Deutschen Kamerapreis ausgezeichnet.
Dringenberg ist Mitglied der Deutschen Filmakademie. 2019 erhielt sie eine Einladung zur Mitgliedschaft in der Academy of Motion Picture Arts and Sciences, die den Oscar verleiht.

## Filmografie (Auswahl)

### Schnitt
- 1986: Caspar David Friedrich – Grenzen der Zeit (Dokumentarfilm)
- 1991: Max Ernst: Mein Vagabundieren – Meine Unruhe
- 1993: Die tödliche Maria
- 1997: Winterschläfer
- 1998: Die Beischlafdiebin
- 2000: Jeder stirbt – The Unscarred
- 2001: Black Box BRD
- 2003:  Tatort – Dreimal schwarzer Kater
- 2003: Polizeiruf 110 – Tiefe Wunden
- 2005: Wilsberg: Schuld und Sünde
- 2005: Wilsberg: Todesengel
- 2006: Der Kick
- 2006: Polizeiruf 110 – Mit anderen Augen
- 2007: Bis später, Max!
- 2008: Sportsfreund Lötzsch
- 2008–2009: Der Kriminalist (Fernsehserie, 3 Folgen)
- 2009: Deutschland 09
- 2009: Alter und Schönheit
- 2010: Tod einer Schülerin
- 2011: Tatort: Rendezvous mit dem Tod
- 2013: Gold – Du kannst mehr als Du denkst (Dokumentarfilm)
- 2014: Beltracchi – Die Kunst der Fälschung (Dokumentarfilm)
- 2014: Von Caligari zu Hitler (Dokumentarfilm)
- 2015: Zorn – Vom Lieben und Sterben (Fernsehreihe)
- 2015: Exodus – Where I come from is disappearing (Dokumentarfilm)
- 2016: Die Folgen der Tat (Dokumentarfilm)
- 2017: Das Kongo Tribunal (Dokumentarfilm)
- 2018: Idioten der Familie
- 2019: Golden Twenties
- 2020: Das neue Evangelium
- 2021: Republic of Silence
- 2022: Girl Gang
- 2025: Germaine Acogny – Die Essenz des Tanzes (Germaine Acogny – The Essence of Dance)

### Regie
- 1993: Kindheit hinter Draht (Dokumentarfilm)
- 2005: Ich Dich auch (Dokumentarfilm)
- 2011: Endlich – Vom Leben mit den Toten (Dokumentarfilm)